# Герцог де Крой
Герцог де Крой (фр. duc de Croÿ) — французский дворянский титул.

## История
Сеньория Крой в трех лье от Амьена была возведена жалованной грамотой Генриха IV, данной в Сен-Жермен-ан-Ле в июле 1598, в ранг герцогства для Шарля де Кроя, герцога ван Арсхота, одного из представителей Испании при заключении Вервенского мира. Пожалование было зарегистрировано Парламентом 18-го и Счетной палатой 24 июля.
Шарль де Крой умер в 1612 году бездетным,
и титул унаследовал Шарль-Александр де Крой, маркиз д’Авре. Он не имел сыновей, и герцогство Крой, передававшееся только по мужской линии, перешло к его племяннику Эрнсту Богуславу фон Крою.
После смерти бездетного Эрнста Богуслава старшинство в роду и титул герцога де Кроя перешли в 1684 году к главе линии Крой-Ле-Рё Фердинанду-Гастону-Ламоралю де Крою, графу дю Рё.
Линия Ле-Рё пресеклась в 1767 году, и титул, вместе с достоинством гранда Испании, которое к нему относилось, перешел к Эмманюэлю де Крою, принцу де Сольру, ставшему позднее маршалом Франции. В 1768 году Людовик XV разрешил пользоваться титулом герцога де Кроя во Франции.
Правнук Эмманюэля герцог Альфред де Крой перебрался в Пруссию, основав германскую линию рода, которой ныне принадлежит герцогский титул.

## Герцоги де Крой
- 1598—1612 — Шарль III де Крой (1560—1612)
- 1613—1624 — Шарль-Александр де Крой (1581—1624)
- 1624—1684 — Эрнст Богуслав фон Крой (1620—1684)
- 1684—1720 — Фердинанд-Гастон-Ламораль де Крой (ум. 1720)
- 1720—1723 — Филипп-Франсуа де Крой (ум. 1723)
- 1723—1767 — Фердинанд-Гастон-Жозеф-Александр де Крой (1709—1767)
- 1767—1784 — Эмманюэль де Крой (1718—1784)
- 1784—1803 — Анн-Эмманюэль де Крой (1743—1803)
- 1803—1822 — Огюст-Луи-Филипп-Эмманюэль де Крой (1765—1822)
- 1822—1861 — Альфред де Крой (1789—1861)
- 1861—1902 — Рудольф фон Крой (1823—1902)
- 1902—1906 — Карл Альфред фон Крой (1859—1906)
- 1906—1974 — Карл Рудольф фон Крой (1889—1974)
- 1974—2011 — Карл фон Крой (1914—2011)
- с 2011 — Рудольф фон Крой (р. 1955)

## Вторая линия герцогов де Крой

Герб второго герцогства де Крой

Другая линия герцогов де Крой была основана Фердинандом-Жозефом-Франсуа де Кроем, герцогом д’Авре, которому парижская счетная палата 12 мая 1670 разрешила принесение оммажа за герцогство Крой, формально принадлежавшее Эрнсту Богуславу. Герцоги д’Авре носили титул герцогов де Крой до пресечения своей линии.
Появление во Франции одновременно двух герцогов де Крой потребовало официального создания второго титула. Жалованной грамотой от ноября 1773, утвержденной Парламентом 13 декабря 1774, сеньория Вайи в Пикардии, полученная Фердинандом-Жозефом-Франсуа в 1668 году от жены, была возведена в ранг герцогства с названием Крой в пользу Жозефа-Анна-Огюста-Максимильена де Кроя, со смертью которого в 1839 году этот титул был упразднен.
Герцоги:
- 1670—1694 — Фердинанд-Жозеф-Франсуа де Крой (1644—1694)
- 1694—1710 — Шарль-Антуан-Жозеф де Крой (1683—1710)
- 1710—1727 — Жан-Батист-Франсуа-Жозеф де Крой (1686—1727)
- 1727—1761 — Луи-Фердинанд-Жозеф де Крой (1713—1761)
- 1761—1839 — Жозеф-Анн-Огюст-Максимильен де Крой (1744—1839)